# Bernie Shaw
Bernie Shaw (15. června 1956 Victoria, Britská Kolumbie, Kanada) je sólový zpěvák britské skupiny Uriah Heep. Ve skupině působí od roku 1986.

## Hudební kariéra
Začátkem 70. snil Bernie Shaw že se stane rockovým kytaristou. Koupil si Gibson model SG Special a začal cvičit. Když v roce 1974 lokální skupina Cold Sweat hledala druhého kytaristu, přihlásil se do konkurzu, ale baskytarista Bill Kempster mu doporučil, aby odložil kytaru a koupil si mikrofon od jejich bývalého zpěváka a přišel příští týden. Shaw jeho radu uposlechl a poté, co předvedl u konkurzu, skupina ho přijala jako nového zpěváka. Cold Sweat více než 3 roky koncertovali napříč provinciemi Britská Kolumbie, Alberta, Saskatchewan a Manitoba. V roce 1977 ho kontaktovala skupina Legend, která ztratila sólového zpěváka Danny Jeanse. Slyšeli Shawa zpívat s Cold Sweat a věděli, že by splňoval jejich požadavky. Shaw s nimi zůstal 9 měsíců, než skupina skončila pro nedostatek živých vystoupení. Shaw se vrátil do Victorie, aby hledal příští působiště. Po několika týdnech zvažování se rozhodl přestěhovat do Anglie a zkusit štěstí v Londýně.